# Charles Édouard Delort

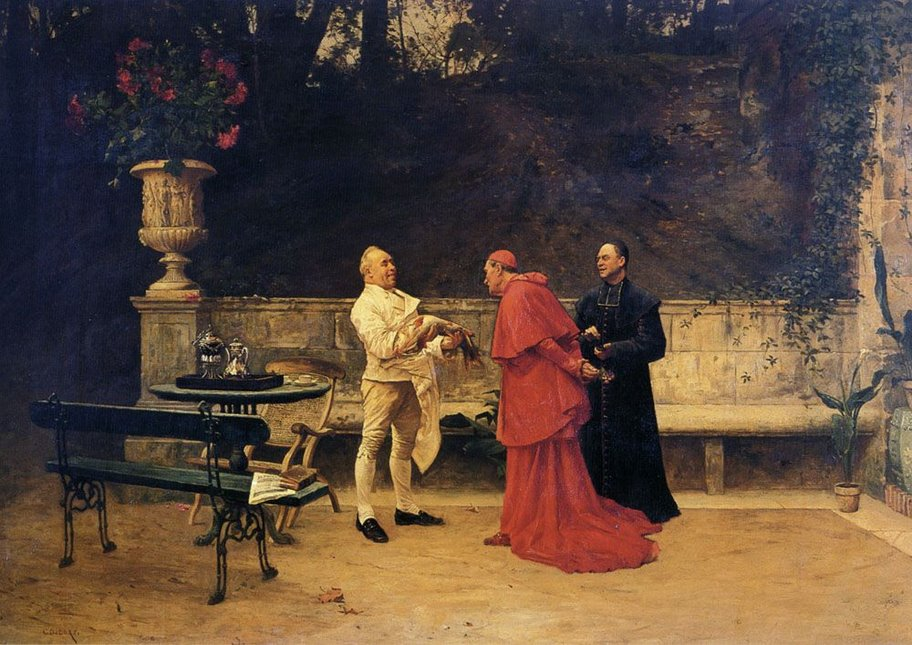
'Viernes', colección privada

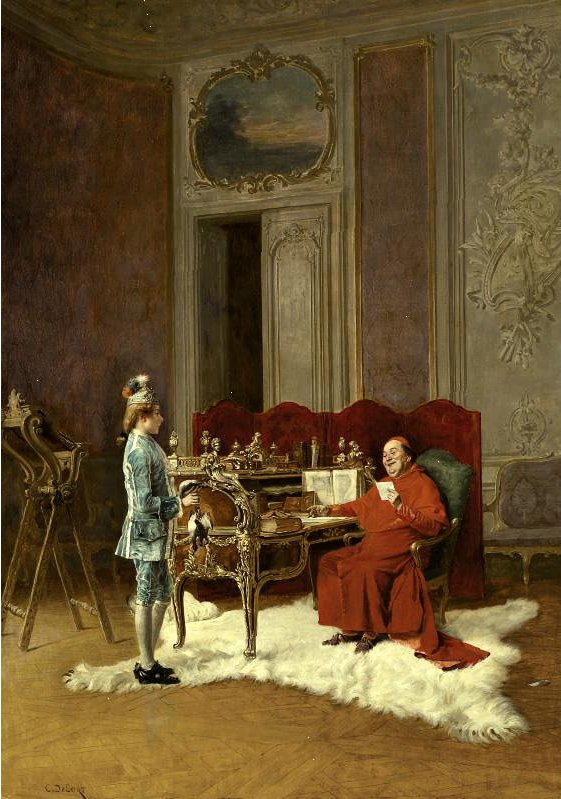
'Juego para el cardenal'

Charles Édouard Delort (4 de febrero de 1841-1895) fue un pintor y académico francés nacido en Nimes, Francia.
Creció en el área de Burdeos y entró en la academia naval a los doce años de edad. En 1859 se mudó a París donde estudió con Jean-Léon Gérôme y Marc-Charles-Gabriel Gleyre. Destaca por sus pinturas anticlericales.